# ラグナル・シグルズソン
ラグナル・シグルズソン（Ragnar Sigurðsson 、1986年6月19日 - ）は、アイスランド・レイキャヴィーク出身の元プロサッカー選手。元アイスランド代表。現役時代のポジションは、ディフェンダー。

## 経歴

### クラブ
2006年、アイスランドのÍFフィルキルからスウェーデンのIFKヨーテボリに移籍。2007年4月の開幕戦で初出場。全26試合にフル出場しアルスヴェンスカン優勝に貢献した。この活躍から複数の国外ビッグクラブから興味を持たれた。ヨーテボリのSDは移籍のためには300万ユーロ以上必要であると述べた。2年目は30試合中29試合に出場した。リーグでは3位に終わり連覇を逃したがスーパーカップとスウェーデンカップを獲得した。
2011年5月30日、デンマーク・スーペルリーガのFCコペンハーゲンに移籍。契約は4年。移籍金は550万クローネと報じられた。
2014年1月23日、ロシア・プレミアリーグのFCクラスノダールに移籍。契約は2年半で1年の延長オプション付きと報じられた。
2016年8月23日、フットボールリーグ・チャンピオンシップのフラムFCに移籍。契約は2年。
2018年1月18日、FCロストフに移籍。
2020年1月12日、FCコペンハーゲンに復帰。
2021年1月18日、FKルフ・リヴィウに移籍。

### 代表
2014年11月のUEFA EURO 2016予選・チェコ代表戦で初ゴール。本戦ではラウンド16のイングランド代表戦で先制ゴールを挙げ2-1の勝利に貢献、この試合のマンオブザマッチに選ばれている。

## 代表歴

### 出場大会
- アイスランド代表
  - 2018 FIFAワールドカップ

### 試合数
- 国際Aマッチ 97試合 5得点（2007年-2020年）[12]

| アイスランド代表 | 国際Aマッチ | 国際Aマッチ |
| 年               | 出場        | 得点        |
| ---------------- | ----------- | ----------- |
| 2007             | 6           | 0           |
| 2008             | 4           | 0           |
| 2009             | 3           | 0           |
| 2010             | 3           | 0           |
| 2011             | 0           | 0           |
| 2012             | 8           | 0           |
| 2013             | 10          | 0           |
| 2014             | 8           | 1           |
| 2015             | 9           | 0           |
| 2016             | 15          | 2           |
| 2017             | 8           | 0           |
| 2018             | 10          | 0           |
| 2019             | 10          | 2           |
| 2020             | 3           | 0           |
| 通算             | 97          | 5           |

### 得点
| No. | 開催日         | 開催地           | 対戦国       | スコア | 結果 | 試合概要                    |
| --- | -------------- | ---------------- | ------------ | ------ | ---- | --------------------------- |
| 1   | 2014年11月16日 | プルゼニ         | チェコ       | 1–0    | 1–2  | UEFA EURO 2016予選          |
| 2   | 2016年6月27日  | ニース           | イングランド | 1–1    | 2–1  | UEFA EURO 2016              |
| 3   | 2016年10月6日  | レイキャヴィーク | フィンランド | 3–2    | 3–2  | 2018 FIFAワールドカップ予選 |
| 4   | 2019年6月11日  | レイキャヴィーク | トルコ       | 1–0    | 2–1  | UEFA EURO 2020予選          |
| 5   | 2019年6月11日  | レイキャヴィーク | トルコ       | 2–0    | 2–1  | UEFA EURO 2020予選          |

## タイトル
IFKヨーテボリ
- アルスヴェンスカン: 2007
- スウェーデンカップ: 2008
- スウェーデン・スーパーカップ: 2008

FCコペンハーゲン
- デンマーク・スーペルリーガ: 2012–13
- デンマーク・カップ: 2011–12